# Melitón Kantaria
Melitón Varlámovich Kantaria (georgiano: მელიტონ ქანთარია, ruso: Мелитон Варламович Кантария) nació el 5 de octubre de 1920 en Jvari (ჯვარი), Georgia, y falleció el 27 de diciembre de 1993 en Moscú (Rusia). Fue un sargento soviético de origen georgiano famoso por colocar la bandera roja de la URSS sobre el Edificio del Reichstag en Berlín, significando la finalización de la Guerra en Europa y la caída del Tercer Reich.

## Primeros años y carrera militar
Hijo de un campesino del Cáucaso, trabajó en un koljós hasta su reclutamiento en 1940 en el Ejército Rojo.
En la Segunda Guerra Mundial estuvo en el regimiento 176 de la 150.º División de Infantería, del III Ejército en el Frente Bielorruso. En 1941 fue herido gravemente en las luchas callejeras en Smolensk. Llegó a alcanzar el grado de sargento.

### Izado de la bandera en el Reichstag
La historia soviética afirma que en la tarde el 30 de abril de 1945, Melitón Kantaria y Mijaíl Yegórov colocaron la bandera de la victoria en el tejado del Edificio del Reichstag en Berlín. En principio, a las 21:30 fue colocada en el segundo piso. El mástil de la bandera fue introducido en uno de los caballos de bronce que tenía un agujero producido por un disparo. Toda vez que en esa ubicación solo era visible desde un lado del edificio, Kantaria y Yegórov treparon hasta el punto más alto de la cúpula del humeante edificio y colocaron allí la bandera, a las 22:00 horas.
Otras versiones afirman a partir de 1995, que la colocación de la bandera fue por la noche del 30 de abril, por parte del soldado Mijaíl Minin. Por razones propagandísticas, un soldado soviético de origen georgiano y otro de origen ruso fueron seleccionados como protagonistas de este hecho. La fotografía que sirvió para documentar el hecho, afirman que fue realizada dos días después, el 2 de mayo.

## Postguerra
Es desmovilizado en 1946, volviendo nuevamente al koljós de Dzhvari. Se afilió al PCUS en 1947. Se traslada posteriormente a Sujumi, la capital de Abjasia, y llega a ser el director de una tienda estatal, y delegado en el Soviet Supremo de la República Autónoma Socialista Soviética de Abjasia.
A principios de la década de 1990 vive en Ochamchira, Abjasia, pero en septiembre de 1993 se vio forzado a abandonar su casa a consecuencia de la guerra civil entre separatistas abjasos y Georgia. El alcalde de San Petersburgo, Anatoly Sobchak le garantizó el asilo político en Rusia. Tres meses más tarde, fallece en el hospital del Kremlin de Moscú. El presidente ruso Borís Yeltsin dio el pésame a la familia, pero las autoridades abjasas se negaron a realizar el funeral de Kantaria en Ochamchira. Finalmente se encuentra enterrado en su localidad de Chjorotsku (ჩხოროწყუ), en Samegrelo-Zemo Svaneti, Georgia

## Condecoraciones
- Héroe de la Unión Soviética (1946)[1][3]
- Orden de Lenin[1]
- Orden de la Bandera Roja N.º  7090.[1]
- Orden de la Guerra Patria de primera clase.

Así mismo fue nombrado ciudadano honorario de Smolensk (1975), Sujumi y Berlín.